# Izolacja wzmocniona
Izolacja wzmocniona – środek ochrony przeciwporażeniowej w formie izolacji pojedynczej zastosowanej do części czynnych, która zapewnia stopień ochrony przed porażeniem prądem elektrycznym, równoważna izolacji podwójnej. Stosowana jest w urządzeniach II klasy ochronności. Izolacja wzmocniona należy do środków ochrony przeciwporażeniowej wzmocnionej.